# Надя Рома
Надя Рома (швед. Nadja Roma; нар. 27 липня 1988) — колишня шведська тенісистка.
Найвищу одиночну позицію світового рейтингу — 399 місце досягла 30 жовтня 2006, парну — 352 місце — 9 липня 2007 року.
Здобула 1 одиночний та 7 парних титулів.

## Фінали ITF
| турніри $25,000 |
| турніри $10,000 |

### Одиночний розряд: 4 (1–3)
| Результат | Ранг | Дата             | Турнір                          | Покриття   | Суперниця      | Рахунок          |
| --------- | ---- | ---------------- | ------------------------------- | ---------- | -------------- | ---------------- |
| Поразка   | 1.   | 19 березня 2006  | ITF Шеффілд, Велика Британія    | Тверде (i) | Сара Борвелл   | 6–4, 1–6, 4–6    |
| Поразка   | 2.   | 29 липня 2006    | ITF Ґеусдал, Норвегія           | Тверде     | Марі Андерссон | 3–6, 7–6(4), 2–6 |
| Перемога  | 1.   | 26 серпня 2006   | ITF Камберленд, Велика Британія | Тверде     | Анна Фіцпатрік | 6–3, 6–3         |
| Поразка   | 3.   | 4 листопада 2007 | ITF Стокгольм, Швеція           | Тверде (i) | Юганна Ларссон | 2–6, 1–6         |

### Парний розряд: 11 (7–4)
| Результат | Ранг | Дата             | Турнір                           | Покриття   | Партнерка          | Суперниці                                  | Рахунок             |
| --------- | ---- | ---------------- | -------------------------------- | ---------- | ------------------ | ------------------------------------------ | ------------------- |
| Перемога  | 1.   | 25 червня 2005   | ITF Осло, Норвегія               | Ґрунт      | Юханна Ларссон     | Крістіна Андловіч Кароліне Борґерсен       | 6–4, 6–4            |
| Поразка   | 1.   | 16 жовтня 2005   | ITF Порту-Санту, Португалія      | Тверде     | Діана Ерікссон     | Александра Орешану Сорана Кирстя           | 7–5, 5–7, 4–6       |
| Поразка   | 2.   | 11 березня 2006  | ITF Сандерленд,, Велика Британія | Тверде (i) | Пія Суомалайнен    | Кармен Клашка Коріна Перковіч              | 2–6, 3–6            |
| Поразка   | 3.   | 9 квітня 2006    | ITF Макарська, Хорватія          | Ґрунт      | Юханна Ларссон     | Ралука Олару Антонія Ксенія Тоут           | 4–6, 5–7            |
| Перемога  | 2.   | 10 травня 2006   | ITF Единбург, Велика Британія    | Ґрунт      | Марі Андерссон     | Дебора Армстронґ Джорджи Джент             | 6–2, 6–2            |
| Перемога  | 3.   | 28 липня 2006    | ITF Ґеусдал, Норвегія            | Тверде     | Марі Андерссон     | Кароліне Борґерсен Міхаела Юханссон        | 6–4, 6–0            |
| Перемога  | 4.   | 3 вересня 2006   | ITF Мольєрусса, Іспанія          | Тверде     | Міхаела Юханссон   | Джейн О'Доног'ю Карен Патерсон             | 6–3, 2–6, 6–3       |
| Поразка   | 4.   | 27 квітня 2007   | ITF Бол, Хорватія                | Ґрунт      | Міхаела Бузернеску | Івета Герлова Луціє Кріґсманнова           | 3–6, 5–7            |
| Перемога  | 5.   | 5 травня 2007    | ITF Макарська, Хорватія          | Ґрунт      | Марі Андерссон     | Магдалена Кіщиньська Анастасія Полторацька | w/o                 |
| Перемога  | 6.   | 27 травня 2007   | ITF Фалькенберг, Швеція          | Ґрунт      | Марі Андерссон     | Франціска Ґец Анне Шефер                   | 6–0, 7–5            |
| Перемога  | 7.   | 3 листопада 2007 | ITF Стокгольм, Швеція            | Тверде (i) | Юханна Ларссон     | Діана Ерікссон Ганне Скак Єнсен            | 6–7(2), 6–3, [10–6] |